# Diaparsis stramineipes
Diaparsis stramineipes là một loài tò vò trong họ Ichneumonidae.